# Факия (село)
Факия (болг. Факия) — село в Болгарии. Находится в Бургасской области, входит в общину Средец. Население составляет 432 человека.

## Политическая ситуация
В местном кметстве Факия, в состав которого входит Факия, должность кмета (старосты) исполняет Георги Стоянов Камалиев (Граждане за европейское развитие Болгарии (ГЕРБ)) по результатам выборов правления кметства.
Кмет (мэр) общины Средец — Тодор Пройков Станчев (Болгарская социалистическая партия (БСП)) по результатам выборов в правление общины.

## Знаменитые уроженцы
- Крали Бимбалов (1934-?) — борец, призёр Олимпийских игр